# Дэнби, Ноа
Но́а Да́лтон Дэ́нби (англ. Noah Dalton Danby; род. 24 апреля 1974 года в Гуэлфе, Онтарио, Канада) — канадский актёр.

## Биография, карьера
Родился в 1974 году в Гуэлфе (штат Онтарио); один из сыновей известного канадского художника Кена Дэнби. После окончания средней школы поступил в Гуэлфский университет, а вскоре продолжил обучение в театральном колледже Рьерсон. В начале 2000-х Ноа уехал из родного города, после чего начал карьеру актёра.
Получил наибольшую популярность благодаря роли в телесериале «Крепкий орешек Джейн», а также ролям в кинофильмах «Смокинг» и «Риддик». Актёр также стал известен после съёмок в фильме «Книга мормонов», где он снялся в главной роли пророка Нефия.
С 2008 по 2009 был женат на фотомодели и актрисе Кристанне Локен, с которой он познакомился на съёмках «Крепкого орешка Джейн». До брака пара была в отношениях около двух лет. После совершения Локен каминг-аута и начала её отношений с новой партнёршей брак распался.

## Избранная фильмография

### Фильмы
- «Смокинг» (2002)
- «Книга мормонов» (2003)
- «Дарфур: Хроники объявленной смерти» (2009)
- «Риддик» (2013)

### Телесериалы
- «Звёздные врата: SG-1» (2004—2007)
- «Крепкий орешек Джейн» (2007)
- «Горячая точка» (2010)
- «Точка разлома» (2010)
- «Вызов» (2013)
- «Укушенная» (2014)
- [6]"Сумеречные охотники" (2016)

## Факты
- Ноа Дэнби сыграл Самсона (англ. Samson)[комм. 1] во внутриигровом ролике видеоигры «Need for Speed: Carbon»[7].